# Marquesas Keys
Les Marquesas Keys sont un groupe d'îles des Keys, archipel des États-Unis d'Amérique situé dans le golfe du Mexique au sud-sud-est de la péninsule de Floride. Elles relèvent du Key West National Wildlife Refuge.
Situées à 32 km à l'ouest de Key West, elles occupent une superficie totale, incluant le lagon, de 29,37 km2, dont 6,75 km2 de terres. L'archipel est formé d'une île principale, appelée autrefois Entrance Key, au nord et à l'est, des Gull Keys et Mooney Harbor Key au sud ainsi que de quatre îlots sans nom dans l'angle sud-ouest du groupe, qui entourent le lagon central, appelé Mooney Harbor.